# Người Avar Pannonia

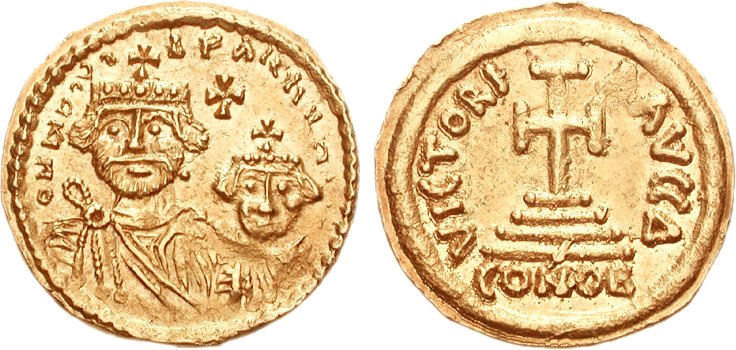
Xu của người Avars thế kỷ 6-7 SCN, làm theo sở đúc tiền Ravenna của Heraclius.

Người Avar Pannonia là một nhóm người du mục Âu-Á không rõ nguồn gốc vào đầu thời kỳ Trung Cổ. Cái tên Avar Pannonia được đặt theo Bồn địa Pannonia nơi họ cuối cùng đã định cư, được sử dụng để phân biệt với người Avar ở vùng Kavkaz – nhóm người có thể có hoặc không có liên quan.